# Adolf Sauerland

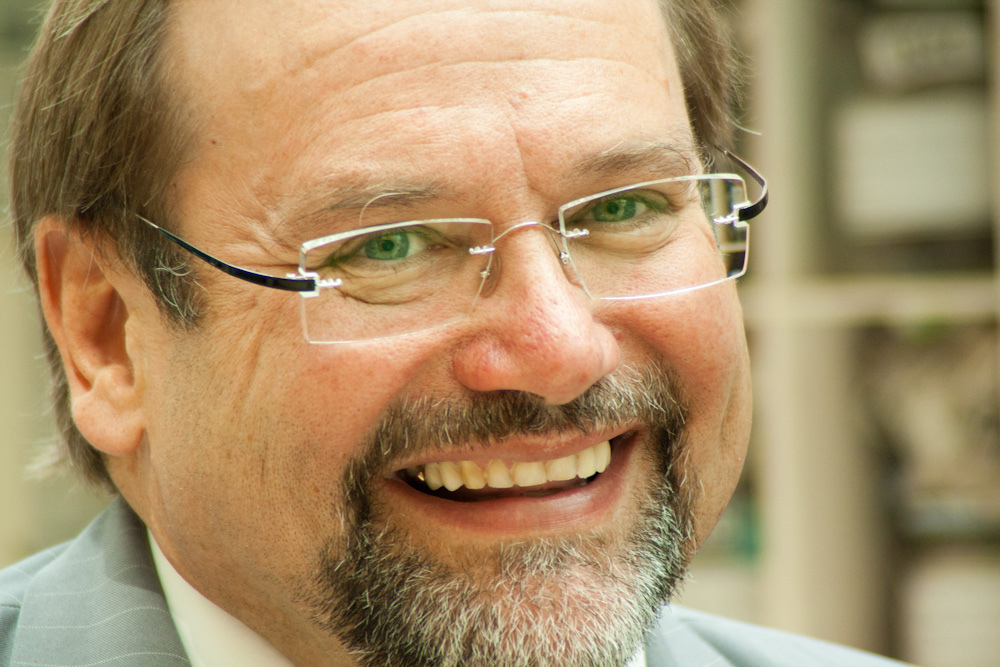
Adolf Sauerland

Adolf Sauerland (* 4. Juni 1955 in Walsum-Wehofen, heute Stadtteil von Duisburg) ist ein ehemaliger deutscher Kommunalpolitiker (CDU). Er war von Oktober 2004 bis zum 15. Februar 2012 Oberbürgermeister der Stadt Duisburg. Am 12. Februar 2012 wurde er durch ein Bürgerbegehren der Bürgerinitiative „Neuanfang für Duisburg“ von seinem Amt als Oberbürgermeister abgewählt.

## Ausbildung und Berufstätigkeit
Sauerland studierte Maschinenbau, Geschichte und Pädagogik an der Gesamthochschule Duisburg und arbeitete bis zu seiner Wahl als Oberstudienrat am Berufskolleg Uerdingen in der Nachbarstadt Krefeld. Seit 1980 ist er Mitglied der CDU. Als Kommunalpolitiker war Sauerland zuerst im Duisburger Stadtbezirk Walsum und anschließend im Rat der Stadt Duisburg tätig.

## Duisburger Oberbürgermeister

### Erste Amtszeit und Wiederwahl
2004 kandidierte Sauerland für das Amt des Oberbürgermeisters der Stadt Duisburg. In der Stichwahl gegen Amtsinhaberin Bärbel Zieling (SPD) erhielt er 61,3 % der Stimmen und trat im Oktober 2004 sein Amt an. Im Juli 2005 legte Adolf Sauerland seine Parteiämter nieder, damit er in seiner Funktion als Oberbürgermeister (OB) neutraler gegenüber anderen Interessen sein könne.
Nach seiner Wahl begann der Bau des unter der Leitung seiner Vorgängerin geplanten Casinokomplexes CityPalais, des von der LEG realisierten Nachfolgers des im Jahr 2004 gescheiterten „Urbanum“-Projekts, und die Planung des neuen Einkaufszentrums Forum Duisburg, das im September 2008 eröffnet wurde. Kritisiert wurde Sauerland vor allem für das Abrücken des Stadtrats vom geplanten Einkaufszentrum MultiCasa, dessen Bau er aufgrund eines Gutachtens als Chef der Stadtverwaltung zwar empfahl, aber als Ratsmitglied gemeinsam mit seiner Fraktion der CDU ablehnte.
Zu den von ihm unterstützten und realisierten Projekten zählt die DITIB-Merkez-Moschee. Die erneute Durchführung der World Games im Jahr 2013, die in Zusammenarbeit mit der Stadt Düsseldorf vorgesehen war, wurde durch Ratsbeschluss im Dezember 2008 zurückgegeben, nachdem der Düsseldorfer Regierungspräsident Jürgen Büssow eine Haushaltsverfügung gegenüber der Stadt erlassen hatte. Weitere Projekte unter seiner Leitung waren das Logistikprojekt Logport II, die Wasserwelt Wedau im Sportpark Duisburg, die Vision der „Living Bridge“ des Hamburger Architekten Hadi Teherani und Firmenansiedlungen wie Hitachi oder Ikea.
Das Urban Land Institute unterschrieb zur weiteren Gestaltung des Innenstadtbereichs im Jahr 2005 einen Partnervertrag mit der Stadt Duisburg. In der Fortentwicklung einer ganzheitlichen Neuplanung der Duisburger Innenstadt wurde durch den britischen Architekten Norman Foster ein Masterplan für die Duisburger Innenstadt entwickelt und einvernehmlich vom Stadtrat verabschiedet. Zusätzlich wurde zusammen mit der Unternehmensberatung Roland Berger Strategy Consultants ein Sparprogramm zur Konsolidierung des städtischen Haushalts beschlossen. Die Gesamtverschuldung der Stadt Duisburg beträgt derzeit etwa 1,6 Milliarden Euro.
Am 21. Januar 2009 nominierte der CDU-Parteitag Sauerland einstimmig zum erneuten OB-Kandidaten für die Kommunalwahl in Duisburg 2009. Am 30. August 2009 wurde Sauerland mit einem Stimmenanteil von 44,6 % für eine weitere Amtszeit wiedergewählt. Aufgrund von Änderungen im Kommunalwahlrecht betrug diese Amtszeit sechs Jahre. Nach einer vom Landtag vorgenommenen Änderung gab es keine Stichwahl mehr.

### Landesarchiv NRW am Duisburger Innenhafen
Die Kosten für das Landesarchiv, das in Duisburg gebaut wird, sind von ursprünglich angesetzten 80 Millionen auf 160 Millionen angestiegen. Nach einem Bericht des WDR soll es beim Grundstückskauf Absprachen gegeben haben. Adolf Sauerland habe demnach einer Immobilienfirma die entscheidende Information gegeben.
Im Vorfeld wurden innerhalb der schwarz-gelben Landesregierung verschiedene Standorte für das künftige Landesarchiv geprüft. Mit einem Verkäufer aus Duisburg hatte man sich auf einen Grundstückskaufpreis von zwei Millionen Euro verständigt. Ein Notartermin war für den 2. Februar 2007 avisiert, Verträge waren vorhanden, aber noch nicht unterschrieben. Am 31. Januar 2007 fand nach den Informationen, die dem WDR vorliegen, eine vertrauliche Runde in der Staatskanzlei von Jürgen Rüttgers statt. Teilnehmer waren der damalige Kultur-Staatssekretär Hans-Heinrich Grosse-Brockhoff, Adolf Sauerland und der Chef der landeseigenen Baubehörde. Ein Protokoll des Gesprächs ist nicht bekannt.
Jürgen Rüttgers hatte den Beschluss gefasst, das Archiv im Duisburger Innenhafen zu bauen. Die Immobilien-Entwicklungsfirma Kölbl Kruse GmbH aus Essen kaufte kurz darauf, noch vor dem geplanten Notartermin, am 2. Februar 2007 das Grundstück für 3,75 Millionen Euro. In einem Brief an den Verkäufer schrieben die Immobilienentwickler: „Herr Sauerland selbst riet uns zu einem kurzfristigen Notartermin.“ Oliver Scherenberg, Anwalt der Firma Kölbl Kruse, bestätigt die Echtheit des Briefes. Das Grundstück wurde anschließend an das Land NRW für 21,6 Millionen Euro, also mit einem Aufschlag von 17,85 Millionen Euro, weiterverkauft.
Die Wuppertaler Staatsanwaltschaft ermittelte seit November 2011 gegen Adolf Sauerland wegen des Anfangsverdachts der Vorteilsannahme. Sauerland habe von „Dankeschön-Spenden“ von insgesamt 38.000 Euro an die CDU gewusst, die das Ziel gehabt hätten, ihn „möglicherweise in irgendeiner Form zu beeinflussen“. Die Ermittlungen gegen Sauerland wurden Anfang 2017 mangels Tatverdacht eingestellt. Es hatte sich unter anderem herausgestellt, dass die Fa. Kölbl Kruse bereits seit 2003, also mehrere Jahre vor dem Landesarchiv-Projekt, mit dem Verkäufer über das Grundstück verhandelt hatte. Ein Versuch der Duisburger Stadtverwaltung, Anfang 2007 einem Verkauf an Kölbl Kruse durch ein eigenes Kaufangebot zuvorzukommen, scheiterte an der Entscheidung des Verkäufers zugunsten Kölbl Kruse. Dieser die ursprünglichen Verdächtigungen entkräftende Geschehensablauf wurde im Juni 2014 in einer Vernehmung des Chefs der städtischen Immobilienentwicklungsgesellschaft „IDE“ vor dem Untersuchungsausschuss des Landtags NRW mit Dokumenten belegt und bestätigt.

### Unglück bei der Loveparade 2010

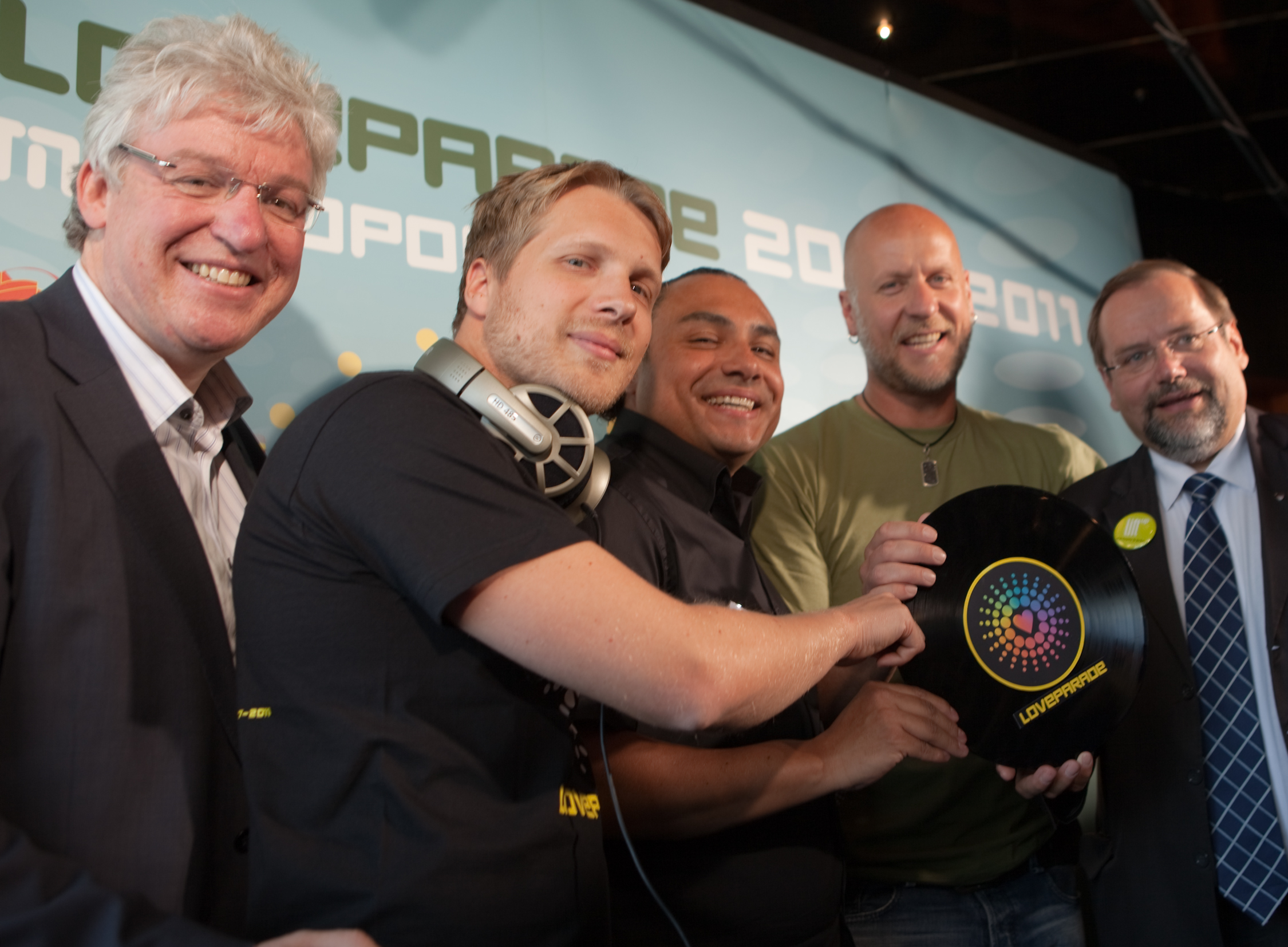
Sauerland bei der Pressekonferenz zur Loveparade 2010 (rechts außen im Bild)

Nach dem Unglück bei der Loveparade am 24. Juli 2010, durch das 21 Menschen ums Leben kamen und mindestens 652 Besucher während der gesamten Veranstaltung verletzt wurden, geriet Sauerland in der Öffentlichkeit in die Kritik. Als Oberbürgermeister leitete er die Stadtverwaltung, welche die Veranstaltung als zuständige Behörde amtlich genehmigt hatte.
Er wurde – auch aus der eigenen Partei – aufgefordert, politische Verantwortung zu übernehmen und von seinem Amt zurückzutreten, obwohl ein solcher Schritt im nordrhein-westfälischen Kommunalrecht nicht vorgesehen ist und eine auf seinen Antrag hin mögliche Entlassung aus dem Beamtenverhältnis für Sauerland einen Verlust seiner Pensionsansprüche auch aus seiner vorherigen Lehrertätigkeit bedeutet hätte.
Sauerland wies die politische und persönliche Verantwortung an dem Unglück zurück und lehnte einen Rücktritt zumindest so lange ab, bis er durch externe wie auch verwaltungsinterne Untersuchungen Klarheit über eine etwaige tatsächliche Verantwortung der Stadtverwaltung gewonnen habe. Sauerland gab an, er habe vor dem Unglück keine Kenntnis von Sicherheitsbedenken gehabt. Laut Medienberichten geht aus einem Sitzungsprotokoll der Stadtverwaltung Duisburg vom 18. Juni 2010 hervor, dass Sauerland Sicherheitsbedenken des Bauordnungsamtes bekannt gewesen sein müssten. Medienspekulationen, er würde den Rücktritt vor allem in Hinblick auf den dadurch drohenden Verlust seiner Pensionsansprüche ablehnen, wies Sauerland zurück. Sauerland teilte am 2. August 2010 mit, dass er die Einsetzung eines Untersuchungsausschusses des Landtags begrüßen würde.
Der Konflikt um die Aufarbeitung und die Konsequenzen des Unglücks erfuhr Kritikern zufolge eine „mediale Personalisierung“, die sich auf die Person Sauerlands konzentriert habe. Sauerland zog sich aus der Öffentlichkeit zurück, gab nur wenigen ausgewählten Medien Interviews und veröffentlichte persönliche Stellungnahmen in schriftlicher Form. Wie vorher angekündigt, blieb er dem zentralen ökumenischen Trauergottesdienst am 31. Juli 2010 zum Gedenken der Opfer in der Duisburger Salvatorkirche fern. Am 14. August 2010 sagte er dem WDR: „Natürlich stelle ich mir die Frage, ob man das Amt nach so einem tragischen Ereignis weiter ausüben kann. Aber diese Antwort werde ich erst dann geben, wenn ich die Antworten auf die uns alle bedrückenden Fragen habe.“
Im Auftrag der Stadt Duisburg erstellte die Kanzlei Heuking Kühn Lüer Wojtek für € 300.000 ein juristisches Gutachten zum Hergang der Loveparade 2010. Laut Zwischenbericht trage die Stadt Duisburg keine Schuld am Unglück, und es lägen keine Erkenntnisse vor, „dass Mitarbeiter der Stadt Duisburg ihre gesetzlichen Pflichten verletzt hätten und auf diese Weise zum Unglück beigetragen oder es gar verursacht hätten“. Die Neutralität des erstellten Gutachtens ist umstritten. Die Kanzlei beruft sich auf Belege, die jedoch im nicht-öffentlichen Teil stehen. Auch die Duisburger Ratsmitglieder hatten keinen Einblick in diese Anhänge.
Am 17. August 2010 ließ die Kanzlei im Auftrag der Stadt Duisburg den Duisburger Weblog Xtranews wegen Veröffentlichung dieser vertraulichen Anhänge zum offiziellen Zwischenbericht der Stadt zum Loveparade-Unglück gegen Androhung von 250.000 € Vertragsstrafe abmahnen, weil Urheberrechte verletzt worden und personenbezogene Daten ungeschwärzt enthalten gewesen seien. Der dadurch ausgelöste Streisand-Effekt endete mit der Veröffentlichung der Dokumente auf WikiLeaks. Die Dokumente belegen nach Ansicht von Spiegel Online, dass Sauerland im Vorfeld detailliert über das Planungschaos informiert war. Laut dem Weblog zeigten die Dokumente, dass die Loveparade unter expliziter „Abweichung“ von Vorschriften genehmigt worden sei. Außerdem würde aus den Unterlagen der unbedingte Wille des Oberbürgermeisters zur Durchführung der Veranstaltung deutlich. Das ZDF-Magazin Frontal21 berichtete von Fehlern im von der Stadtverwaltung genehmigten Sicherheitskonzept des Veranstalters. Später lenkte die Stadt ein und wollte keine weiteren juristischen Schritte gegen die Veröffentlichung von Kopien der Unterlagen mehr einleiten.
Am 11. Juli 2011 teilte die Staatsanwaltschaft Duisburg mit, dass die Erteilung der Genehmigung für die Loveparade 2010 rechtswidrig war. Sauerland entschuldigte sich öffentlich und erklärte, er hätte die „moralische Verantwortung früher übernehmen müssen“, räumte aber keine eigenen Fehler ein.
Die Staatsanwaltschaft Duisburg leitete jedoch, ebenso wie beim Veranstalter Rainer Schaller und im Gegensatz zu anderen Beteiligten, gegen Sauerland niemals Ermittlungen ein, sodass er juristisch spätestens seit dem Eintritt der Verjährung am 27. Juli 2015 rehabilitiert ist. Laut Staatsanwaltschaft habe Sauerland „nicht Einfluss auf die fehlerhafte Planung oder die Erteilung der rechtswidrigen Genehmigung genommen“ und „durfte darauf vertrauen, dass die für die Planung und Genehmigung Verantwortlichen das Vorhaben aufgrund ihrer Fachkenntnisse ordnungsgemäß prüfen würden.“ In dem Prozess um das Unglück sagte er am 2. und 3. Mai 2018 vor dem Duisburger Landgericht als Zeuge aus.
Im Juli 2020 gab Sauerland in einem Interview mit der Frankfurter Allgemeinen Zeitung an, durch das Unglück selbst traumatisiert gewesen zu sein. Zusätzlich sei ihm durch Rechtsberatung eindringlich empfohlen worden, kein rechtlich verwertbares Schuldeingeständnis in seinem Namen oder im Namen der Stadt Duisburg zu äußern, wodurch seine Handlungsmöglichkeiten stark eingeschränkt gewesen seien.

### Abwahl 2012
Nach dem Loveparade-Unglück wies Sauerland Rücktrittsforderungen zurück. Ein Abwahlantrag erhielt am 13. September 2010 im Stadtrat 41 Ja- gegenüber 28 Nein-Stimmen und verfehlte damit die erforderliche Zweidrittelmehrheit. Außer Sauerland selbst, der wegen Befangenheit nicht an der Abstimmung teilnehmen durfte, blieben fünf Ratsmitglieder der Abstimmung fern.
Am 18. Mai 2011 verabschiedete der Landtag Nordrhein-Westfalen auf Antrag der Linken das Gesetz zur Einleitung von Abwahlverfahren von Bürgermeistern und Landräten durch Bürgerbegehren. Eine Bürgerinitiative „Neuanfang für Duisburg“ sammelte daraufhin bis Mitte Oktober 2011 über 79.000 Unterschriften für einen Bürgerentscheid, von denen das Wahlamt 68.000 anerkannte (das entspricht knapp 22 % bzw. knapp 19 % der Wahlberechtigten). Bei der Abstimmung am 12. Februar 2012 wurde Adolf Sauerland bei einer Wahlbeteiligung von 41,53 % mit 129.626 Stimmen (85,75 % der abgegebenen Stimmen = 35,52 % der Wahlberechtigten) bei 21.538 Gegenstimmen (14,25 %) abgewählt. Sauerland selbst glaubte bis zuletzt nicht an einen Erfolg des Abwahlverfahrens. Der Wahlausschuss der Stadt Duisburg bestätigte das Ergebnis am 15. Februar 2012, wodurch Sauerland mit Ablauf dieses Tages aus dem Amt schied und von weiterer „politischer Verantwortung“ entbunden wurde. Sauerland zog sich größtenteils aus der Politik zurück und arbeitet seither (Stand: 2014) im Reisebüro der Familie.